# Sparkle Sparkler
『Sparkle Sparkler』（スパークル・スパークラー）は、エフエム北海道（AIR-G'）で2013年4月1日から2021年4月1日まで放送されていたラジオ番組。本項では、2021年4月5日から2025年3月27日まで放送されていた『スパクル!! 〜cool beats & pop life〜』（スパクル クールビーツ アンド ポップライフ）についても扱う。

## 概要

### Sparkle Sparkler
2013年春の番組改編で、『music air-stayG（ミュージック・エアステージ）』と『lief』の2番組を統合して始まったワイド番組である。本番組開始まで『Working for The Weekend』を担当していた松尾亜希子がパーソナリティを務める。
番組名の「Sparkle」は煌めき・輝き・活気、「Sparkler」は才人・美人の意味として、当初は30代女性をメインターゲットにキラキラ輝くための情報を主に取り上げるコンセプトとしていた。
2015年からは、松尾の選定したアーティストをブッキングした番組主催ライブイベント「スパクル☆ナイト」を不定期で開催。
2017年12月からは「ABEMA RADIO」（AbemaTV）の番組として一部時間帯の同時配信を開始した。
2020年11月3日の放送は『Sparkle Sparkler in 岩見沢 火曜ラジオドラマ「あゆみさん」フェスティバル』と題し、全編岩見沢市のコミュニティFM局であるFMはまなすジャパンから同時生放送を行った。
2021年春の番組改編で、AIR-G'全体でワイド番組の放送時間が変更されることに伴い、同年4月1日の放送をもって終了した。

### スパクル!! 〜cool beats & pop life〜
『Sparkle Sparkler』の後継番組として放送時間を午前中に移し、番組の略称である「スパクル」を用いた『スパクル!! 〜cool beats & pop life〜』が2021年4月5日から放送されている。パーソナリティも引き続き松尾が務める。
また、Sparkle SparklerのTwitterアカウントに関しては、ハッシュタグのスパクルも含め、本番組で引き続き使用されている。なお、ABEMA RADIOでの配信は、編成上の都合で行っていない。
松尾は直前に放送される『朝MORi』→『Morning Morning!』のエンディングから出演し、森基誉則→猪飼雄一とクロストークを展開した後、CMと時報を挟んで番組開始となる。

## 放送・配信時間
Sparkle Sparkler
月曜 - 木曜 12:00 - 15:55（JST）（2013年4月1日 - 2021年4月1日）
ABEMA RADIOでは、月曜 - 木曜 13:00 - 15:55（JST）（2017年12月4日 - 2021年4月1日）に配信されていた。
スパクル!! 〜cool beats & pop life〜
月曜 - 木曜 9:00 - 11:55（JST）（2021年4月5日 - 2025年3月27日）
11:00 - 11:30は、TOKYO FMから『ディア・フレンズ』をネットするため、一時中断。

## 出演者
現在
- 松尾亜希子[8]

過去
- 戸田耕陽

「Sparkle Sparkler」で中継リポーターとして出演していた。

## 主なコーナー

### Sparkle Sparkler
- Sparkle College - 曜日毎のテーマに沿って聞けばためになる情報を紹介する[1]。
  - マネー（月曜日）
  - 本・書（火曜日）
  - Sapporo Calling（水曜日）
  - Only One Bridal（木曜日）
- 日替わりコーナー
  - マツオデラックス（月曜日）
  - 乙女侍おまつ（火曜日）
  - お・み・く・TEA（水曜日）
  - スパクル的一曲入魂（隔週木曜日）
- 火曜ラジオドラマ「あゆみさん」（火曜日）
- 戸田っていこうYO!
- 松尾部屋 - 松尾が親方となり、リスナーから寄せられた喜怒哀楽を指定した日常のメッセージに「どすこい」の点数を付けて叫ぶコーナー[1]。

など

### スパクル!! 〜cool beats & pop life〜
一部のコーナーは「Sparkle Sparkler」から引き続き放送されている。
- 松尾のとっておき
  - グルメ（月曜日）
  - 本（火曜日）
  - 推し曲（水曜日）
  - 週末何する?（木曜日）
- スパセレ!（月曜日）
- 音楽の処方箋（火曜日）[注 2][10]
- お・み・く・TEA（水曜日）
- DCMナビゲーション（木曜日）
- 松尾部屋

など